# 马来西亚印度国民大会党
馬來西亞印度國民大會黨（英語：Malaysia India Congress；淡米爾語：மலேசியா இந்தியா காங்கிரெஸ்），简称國大黨（MIC），是马来西亚政党，也是在執政黨联盟国民阵线的创始成员，前身即联盟，并从1957年独立起执政至2018年5月下野。喜來登事件後重新執政该党也是其中一个争取马来亚独立及马来西亚当中的老牌政党，在马来西亚政治中代表印度族群。
国大党在1946年8月成立，即二战结束后为了争取印度獨立脱离英国殖民统治而斗争。印度获得独立后，国大党开始转向争取马来亚独立（即马来西亚）最后实现于1957年。该党在战后国家发展期间，定位为代表马来西亚印度社群。国大党在1954年加入了由巫统和马华公会成立的联盟，该联盟在其他成员党的加入下1973年扩大成为国阵。
该党曾经是代表印裔社群的最大政党，但2008年大选因印裔社群大部分投给在野党后战绩惨淡。

## 历史
馬來西亞印度國民大會是马来西亚其中一个老牌政党，该党在1946年由约翰·迪威创立。 该党起初是为了争取印度独立而成立。印度获得独立后，该党改变意识形态，持续在马来亚里代表印裔社群争取脱离英国殖民统治，以及战后国家发展。

### 约翰·迪威时代：印度民族主义
迪威曾在伦敦读法律的时候跟甘地见面，他受到甘地的思想启发而决定争取印度独立。他回到马来亚后活跃于印度民族主义运动。他在1946年8月创立马来亚印度国民大会（1963年马来西亚成立后改名为馬來西亞印度國民大會）。“大会”这字源自印度国民大会（Indian National Congress），由甘地领导为争取印度独立。1948年印度独立后，国大党该党改变意识形态，开始争取马来亚独立。迪威只在1946年至1947年间担任党主席。

### 巴巴布德星吉和拉马纳丹时代：抗议马来亚联邦及马来亚联合邦
巴巴布德星吉成为第二任党主席，当时党的方向已导至反殖民主义。尽管多数印度人支持马来亚联邦，但国大党原则上不支持。 马来亚联邦最后在1948年撤回，以马来亚联合邦取代。不过约一万印度人口被拒绝马来亚公民身份，拒绝发公民权给印度人不止影响从印度移民来马来亚有十几年的人，也深深影响在马来亚出生的印度人。结果，数以千计的富有印度人决定离开马来亚，带走了其大部分的经济蛋糕。国大党之后参与陈祯禄领导的全马联合行动理事会，以反对缺乏自由度的1948年马来亚联合邦协议。
第三任主席K·拉马纳丹意识到不跟政府合作的缺陷和劣势，当巫统和马华合作代表了大部分社群时，特别是在1952年吉隆坡市议会选举跟翁惹化领导的马来亚独立党及反地方自治的党派合作。这次选举证明国大党支持反地方自治的路线在马来亚政治不会实现，相反地支持地方自治才是胜利的关键。

### K.L.迪瓦瑟时代：加入联盟及马来亚独立
1954年，国大党在第四任主席K.L.迪瓦瑟的领导下成，与巫统和马华一起为联盟的第三个伙伴。在这期间国大党开始注重争取马来亚独立。
起初，迪瓦瑟曾经参选1952年吉隆坡市议会选举，与翁惹化领导的马来亚独立党合作，最后联盟击溃了国大党与其合作党派，触发了参与联盟比较有效地参与政治的想法。1954年国大党加入联盟。
《少数的印裔及1954年至1957年马来亚的政治变化》作者拉杰斯瓦里·阿姆巴拉耶纳指出，国大党领导相当渴望加入联盟，但党内因扩大党员阵容时出现了阻力。他们愿意因地方自治课题及教育方面而支持党与联盟合作。不过这期间，印度社群已经分裂。
而迪瓦瑟相当坦率，他对城市印度人精英有一定的影响力，但缺乏草根阶级的支持。创党首8年，国大党领袖祖先多为北方印度人或马拉雅拉姆人，代表马来亚印度人里的少数族群。马来亚的印度人口有90%是淡米尔人，多数是劳工和种植业者。印裔种植业工人是当时马来亚主要的蓝领阶级，因种植园的复合住房而被强制隔离。种植园的劳动制度隔绝印度工人融入社会，使种族和职业差距增加。还有，他们无法获得更好的技能，使他们可以找到更高薪的工作。种植园移民工在马来亚被边缘化，他们的薪金在二战后一天只有50仙，更随着橡胶价格浮动。当橡胶价下跌时薪金也下调，但涨价时却没有起薪。迪瓦瑟受到淡米尔语媒体的严厉批评，指他无法反映社群面对的课题。党内有些人认为需要一个对草根阶级更有领导能力的领袖。1955年3月，当地报章《淡米尔慕拉苏》呼吁杯葛国大党。印裔当时叫嚣要求国大党更换领导层，因为党主席不再受欢迎，必须让路改变。

### 善班丹时代：成为泰米尔人党
1955年在霹雳安顺举办的第九届国大党大会，V.T.善班丹当选第五任党主席。国大党的主要挑战是协调中产阶级的政治愿望与劳动阶层的需要，后者贡献了84%种植园劳动力。
善班丹开始对种植园工人进行招募活动，倚靠其兴都教信仰及南印度人身份，增加泰米尔语的使用及泰米尔文化活动。
但善班丹的协调失败了，传统及中低阶层在党内不断扩展，上层专业人士和知识分子则离开了党。随后，印裔的政治和工会之间出现了两条领导路线，他们之间的互动很少。
在善班丹的领导下，国大党变成了泰米尔人党。在他领导党的17年间（1955年-1971年）把党从积极的政治组织转变成保守又传统的党派，强调促进印度人文化，宗教和语言。
国大党在三大主要政党中规模最小的，1959年大选获得7.4%的选票。
自从印裔社群在地理上被分割及分散，在国会选区人口只占少于25%。因此国大党一直专注在成为联盟里的伙伴（1955年巫统—马华—国大党联盟在1955年马来亚大选大胜），并由主导的巫统决定获得一些让步。在这阶段，劳工的政治和经济权利被牺牲了。
善班丹曾卖掉其父亲2.4平方公里的橡胶园一半土地，以经济资助国大党帮助印裔社群。

### 玛尼卡瓦沙甘时代：注入新血和“蓝皮书”
V·玛尼卡瓦沙甘在善班丹强化党内基层后接任党主席。国大党当时在全国各支部设立了办公室，及党工的帮助下建立了基础，加强了处理问题的能力。
国大党所在的联盟在1973年变成了国民阵线。该党赞助了尼萨多用途集团及国大党单位信托基金的经济项目计划，也设立了国大党教育基金和专供高等教育的马来西亚印度人奖学金基金会，还有建立了印裔获得技术培训及商业技能的学院。玛尼卡瓦沙甘对马来西亚印度人有愿景，他主办了第一印度人经济研讨会，之后出台了“蓝皮书”。蓝皮书的计划是促进印裔社群的经济成长。“蓝皮书”是智囊团的精心策划，对印度顶尖企业，政治和教育界领袖合作以增加马来西亚印裔社区的未来发展。麦卡控股和进步教育与发展学院等也是“蓝皮书”的成果。
玛尼卡瓦沙甘领导国大党期间，他决定在领导层里注入新脸孔，S.苏巴马廉，哈佛大学工商管理硕士K.巴德马纳班等人就在这时期被提拔。尽管缺乏基层经验，但他们年轻，受到良好教育及雄心勃勃。
但这提拔让副主席三美威鲁觉得自己受到排挤。三美威鲁曾经是反对前任主席善班丹及现任主席玛尼卡瓦沙甘的五位党内领袖之一。国大党总秘书苏巴马廉曾推举玛尼卡瓦沙甘成为署理主席。不过三美威鲁反击，在1977年党选以26多数票打败苏巴马廉成为国大党署理主席。1979年玛尼卡瓦沙甘逝世后，三美威鲁于9月13日接任党主席。

### 三美威鲁时代
三美威鲁是国大党在位最久的党主席，从1979年至2010年共31年。在他的领导下，党领导层面对了一些危机。在这期间针对国大党的批评增加，主要是因为党无法解决马来西亚印度人的问题，麦卡控股在九十年代爆发丑闻。三美威鲁也因为其专制作风而闻名，毫不犹豫开除在党内的异议者，导致党分裂出全马来西亚印裔前进阵线。2007年兴都教权益组织集会的爆发，可说是国大党未能维护印裔社群的福利。在2008年大选，国大党受到重大打击，三美威鲁失去了其掌控超过30年的霹雳州和丰国会议席，另外两位党副主席即党臂膀，青年团团长和妇女组主席皆败选。最后三美威鲁宣布2010年党选不蝉联党主席而退位。

### 巴拉尼威和苏巴玛廉时代
国大党在三美威鲁退位后，党内斗还持续着。继任党主席的G·巴拉尼威在2013年11月党选在无对手竞争下蝉联党主席职位，但署理主席苏巴玛廉的支持者拒绝接纳党选成绩，並將事件带上社团註册局，结果社团註册局裁定该党选无效，並须要举行重选。不过巴拉尼威派不满社团註册局的决定，这场党爭也闹上法庭，巴拉尼威和另4造入稟法庭挑战社团註册局的重选决定，惟高庭于2015年6月15日宣判巴拉尼威败诉。
巴拉尼威与苏巴玛廉于6月16日，上演互相罢免的戏码。巴拉尼威一口气冻结，包括苏巴玛廉在內的14名领袖的党籍长达1年，而苏巴玛廉则指根据党章，把党爭带上法庭的巴拉尼威已自动失去党员资格。
高庭的裁决使党爭进一步恶化。两派上週各別在吉隆坡世贸中心举行数千人大集会，为各自的领袖造势，展示力量。巴拉尼威在本月20日大集会上，直指首相纳吉和国阵插手国大党危机，並透露纳吉前一天与他会面时直接要求他举行党选。他甚至责怪首相同意国大党举行重选。
最后6月25日社团註册局確认，国大党原任主任巴拉尼威不再是国大党党员，同时也宣佈国大党署理主席苏巴玛廉，以代主席身份领导2009年国大党中委会，根据社团註册局的指示举行重选。根据国大党党章第91条文，党內事务必须党內解决，任何党员擅自將党务带上法庭，將自动失去党员资格。因此巴拉尼威已抵触党章第91条文。
党内重选最终于2015年8月22日进行，苏巴玛廉在没有竞争对手的情况下当选新任国大党主席。 

## 成就

### 教育福利
超过一万名学生在20年间，在国大党的教育机构——前进研究及教育发展基金下获得贷款和奖学金。
该党资助尼萨多用途集团及国大党单位信托基金作为经济企业计划的一部分，也设立国大党教育基金，造福党员的儿女及专供高等教育的马来西亚印度人奖学金。

### 私立大学计划
亚洲医药科学技术大学（AIMST University）是国大党创立的大学。该大学已开始营运，并提供一系列科学和技术基础的课程，包括医学。大学于2001年3月15日创立，并由前进研究及教育发展基金负责营运。

## 历任主席

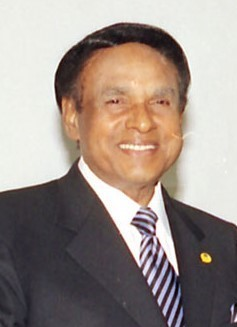
国大党在位最久的党主席三美威鲁（1979年—2010年）

- 迪威（John Aloysius Thivy）（1946年—1947年）
- 巴巴布德星吉（Baba Budh Singh Ji） （1947年—1950年）
- 拉马纳丹（K. Ramanathan）（1950年—1951年）
- 迪瓦瑟（Kundan Lal Devaser） （1951年—1955年）
- 善班丹 （V. T. Sambanthan）（1955年—1973年）
- 玛尼卡瓦沙甘（V. Manikavasagam Pillai） （1973年—1979年）
- 三美威魯（S. Samy Vellu）（1979年—2010年）
- 巴拉尼威（Palanivel Govindasamy)(2010年-2014年)
- 苏巴马廉（Subramaniam Sathasivam）(2014年-2018年)
- 维纳斯瓦兰（Vigneswaran Sanasee）（2018年-）

## 当选代表

### 国会上议院
国大党目前在马来西亚上议院占有2席。
| 最高元首 | 莫哈末哈尼法·阿都拉 | 大众         |              |              |              |
| 最高元首 | 威尔巴里            | 大众         |              |              |              |
| 总数     | 最高元首 (2)        | 最高元首 (2) | 最高元首 (2) | 最高元首 (2) | 最高元首 (2) |

### 国会下议院
国大党目前在马来西亚下议院占有1席。
| 州属 | 选区编号 | 国会选区 | 国会议员 |          |
| ---- | -------- | -------- | -------- | -------- |
| 霹靂 | P72      | 打巴     | 沙拉瓦南 |          |
| 总数 | 霹雳 (1) | 霹雳 (1) | 霹雳 (1) | 霹雳 (1) |

### 州立法议会
国大党目前在全国3个州议会拥有5名州议员。
| 州属   | 选区编号                       | 州议会选区                     | 州议员                         |                                |
| ------ | ------------------------------ | ------------------------------ | ------------------------------ | ------------------------------ |
| 柔佛   | N4                             | 柯美拉                         | 莎拉斯瓦蒂                     |                                |
| 柔佛   | N31                            | 加亨                           | 威雅南丹                       |                                |
| 柔佛   | N33                            | 丁加洛                         | 拉文古玛                       |                                |
| 彭亨   | N35                            | 沙拜                           | 阿鲁姆甘                       |                                |
| 马六甲 | N7                             | 牙力                           | 山姆甘                         |                                |
| 总数   | 柔佛 (3), 彭亨 (1), 马六甲 (1) | 柔佛 (3), 彭亨 (1), 马六甲 (1) | 柔佛 (3), 彭亨 (1), 马六甲 (1) | 柔佛 (3), 彭亨 (1), 马六甲 (1) |

## 历届大选成绩
| 大选 | 当选议席数量 | 竞选议席数量 | 总得票数 | 得票率 | 选举结果                                 | 选举领袖     |
| ---- | ------------ | ------------ | -------- | ------ | ---------------------------------------- | ------------ |
| 1955 | 2 / 52       | 2            | 26,868   | 2.68%  | ▲2席; 执政党 (联盟)                      | 善班丹       |
| 1959 | 3 / 104      | 3            | 15,711   | 1.02%  | ▲1席; 执政党 (联盟)                      | 善班丹       |
| 1964 | 3 / 104      | 3            | 19,269   | 1.60%  | ━ ; 执政党 (联盟)                        | 善班丹       |
| 1969 | 2 / 144      | 3            |          |        | ▼1席; 执政党 (联盟)                      | 善班丹       |
| 1974 | 4 / 144      | 5            |          |        | ▲2席; 执政党 (国民阵线)                  | 玛尼卡瓦沙甘 |
| 1978 | 3 / 154      | 5            |          |        | ▼1席; 执政党' (国民阵线)                 | 玛尼卡瓦沙甘 |
| 1982 | 4 / 154      | 5            |          |        | ▲1席; 执政党 (国民阵线)                  | 三美威魯     |
| 1986 | 6 / 177      | 7            | 104,701  | 2.21%  | ▲2席; 执政党 (国民阵线)                  | 三美威魯     |
| 1990 | 6 / 180      | 7            |          |        | ━ ; 执政党 (国民阵线)                    | 三美威魯     |
| 1995 | 7 / 192      |              |          |        | ▲1席; 执政党 (国民阵线)                  | 三美威魯     |
| 1999 | 7 / 193      |              |          |        | ━ ; 执政党 (国民阵线)                    | 三美威魯     |
| 2004 | 9 / 219      |              | 221,546  | 3.2%   | ▲2席; 执政党 (国民阵线)                  | 三美威魯     |
| 2008 | 3 / 222      | 9            | 179,422  | 2.21%  | ▼6席; 执政党 (国民阵线)                  | 三美威魯     |
| 2013 | 4 / 222      | 9            | 286,629  | 2.59%  | ▲1席; 执政党 (国民阵线)                  | 巴拉尼威     |
| 2018 | 2 / 222      | 9            | 167,061  | 1.39%  | ▼2席; 反对党, 政变后： 执政党 (国民阵线) | 苏巴马廉     |
| 2022 | 1 / 222      | 10           | 172,176  | 1.11%  | ▼1席; 执政党 (国民阵线)                  | 维纳斯瓦兰   |

## 历届州选成绩
| 州选    | 州议会 | 州议会 | 州议会 | 州议会 | 州议会 | 州议会 | 州议会 | 州议会 | 州议会 | 州议会 | 州议会 | 州议会 | 州议会                  | 州议会 |
| 州选    | 玻璃市 | 吉打   | 吉兰丹 | 登嘉楼 | 槟城   | 霹雳   | 彭亨   | 雪兰莪 | 森美兰 | 马六甲 | 柔佛   | 沙巴   | 赢得总席位 / 竞选总席位 |        |
| ------- | ------ | ------ | ------ | ------ | ------ | ------ | ------ | ------ | ------ | ------ | ------ | ------ | ----------------------- | ------ |
| 2/3多数 | 2 / 3  | 2 / 3  | 2 / 3  | 2 / 3  | 2 / 3  | 2 / 3  | 2 / 3  | 2 / 3  | 2 / 3  | 2 / 3  | 2 / 3  | 2 / 3  |                         |        |
| 2013    |        | 0 / 36 |        |        | 0 / 40 | 0 / 59 | 0 / 42 | 0 / 56 | 1 / 36 | 1 / 28 | 3 / 56 |        | 5 / 18                  |        |
| 2018    |        | 0 / 36 |        |        | 0 / 40 | 0 / 59 | 0 / 42 | 0 / 56 | 1 / 36 | 0 / 28 | 2 / 56 |        | 3 / 18                  |        |
| 2021    |        |        |        |        |        |        |        |        |        | 1 / 28 |        |        | 1 / 1                   |        |
| 2022    |        |        |        |        |        |        |        |        |        |        | 3 / 56 |        | 3 / 4                   |        |
| 2022    | 0 / 15 |        |        |        |        | 0 / 59 | 1 / 42 |        |        |        |        |        | 1 / 4                   |        |